# 马尔贝格
马尔贝格（德語：Mahlberg，發音：[ˈmaːlˌbɛʁk] ⓘ）是德国巴登-符腾堡州弗赖堡行政区奥尔特瑙县的城市，面积16.59平方千米，人口为人。